# Aconchi
Para el municipio del cual este pueblo es cabecera, véase: «Municipio de Aconchi»
Aconchi (en idioma ópata Acǒtzi: "en los paredones") es un pueblo mexicano ubicado en el centro del estado de Sonora, cercano a la zona de la Sierra Madre Occidental y del paso del río Sonora por esa región. El pueblo es cabecera municipal y la localidad más habitada del homónimo municipio de Aconchi. Según datos del Instituto Nacional de Estadística y Geografía (INEGI), en 2020 Aconchi contaba con 1,650 habitantes, siendo una de las cabeceras municipales más pequeñas y menos pobladas del estado.
Fue fundado en el año de 1639 por el jesuita portugués Bartolomé Castaño, bajo el nombre de San Pedro de Aconchi, como una misión religiosa, con el propósito de evangelizar a las tribus ópatas que habitaban en ese lugar en los tiempos de la conquista.
Su nombre viene de la lengua indígena de los ópata, originalmente de la palabra Acotzi que se interpreta como "En los paredones", proviene de las raíces lingüísticas Aco que significa "paredón" y Tzi que significa "en lugar".
Se ubica a 432 kilómetros de la ciudad fronteriza de Heroica Nogales en la frontera con Estados Unidos y a 147 kilómetros de Hermosillo la capital estatal. Aconchi es uno de los pueblos que se encuentran en la ribera del río Sonora y se encuentra asentado sobre la carretera estatal 89, vía por donde circula la ruta turística del Río Sonora, y el pueblo es uno de los destinos visitados por los turistas debido a su antigüedad y arquitectura.

## Historia

### Fundación
El territorio donde actualmente se encuentra el pueblo, estuvo habitado por el grupo étnico de los ópatas, desde mucho tiempo antes de la llegada de los españoles. A inicios del siglo XVII, fue cuando los exploradores y conquistadores europeos llegaron a esta zona, explorando la zona del río Sonora, que junto con misioneros avanzaban con la colonización de la Nueva España. En el año de 1616, se llevó a cabo una expedición de títulos de terrenos por compra a las autoridades virreinales, por el juez Miguel Fernández de Esquer. 
En el año 1639, llegó a esta zona el misionero jesuita de origen portugués Bartolomé Castaño, el cual iba evangelizando a nativos a lo largo de la ribera del río Sonora, fue entonces cuando fundó una misión religiosa con la intención de tener un asentamiento definitivo dedicado a la enseñanza del catolicismo a los indígenas de la región. Llamó a la misión San Pedro de Aconchi, perteneciente al rectorado jesuita de San Francisco Javier y teniendo como pueblo de visita al pueblo de Nuestra Señora de la Concepción de Baviácora.
En 1740 se encontraba aquí el misionero jesuita Juan Chagoyán, quién estuvo al frente de la misión dos años, evangelizó a los nativos y se ganó su confianza, después fue trasladado a la misión de Baviácora.

### Creación de su municipio
En el siglo XIX fue primeramente administrado por un juez de paz y dependía al Partido de Arizpe, cuando el antiguo Estado de Occidente estaba dividido en partidos. El 26 de noviembre de 1930, por medio de la Ley Número 68, el municipio de Aconchi fue suprimido e incorporado al de Arizpe. Posteriormente, el 13 de mayo de 1931, fue incorporado al municipio de Baviácora por la Ley Número 88, siendo rehabilitado finalmente por la Ley Número 74 del 13 de abril de 1932 como municipio. Y se escogió a este pueblo como cabecera municipal.

## Geografía
El pueblo se localiza en el paralelo 22°49′ de latitud norte y 110°14′ de longitud oeste del meridiano de Greenwich, a una altura media de 612 metros sobre el nivel del mar. Se encuentra en el centro del estado a 147 kilómetros de Hermosillo, la capital de Sonora. El pueblo es atravesado por la carretera estatal 89 que lo comunica con los otros pueblos del Río Sonora hasta Cananea. Su zona urbana ocupa una superficie de 1.39 km².
Es cabecera del municipio del mismo nombre, el cual limita al norte con el municipio de Huépac, al este con el de Cumpas, al sur con el de Baviácora, al Suroeste con el de Ures, al oeste con el de Rayón y al noroeste con el de San Felipe de Jesús.
En la zona el terreno montañoso que cubre aproximadamente el 80% de la de la superficie de la región occidental. El resto es terreno plano y ondulado. El río Sonora cruza el municipio de Aconchi por el centro a través de un curso de norte a sur; en época de lluvia se nutre delos arroyos: Los tres Álamos, del Pueblo, Chavaverachi, La Estancia, Los Zanjones, El Rodeo, Buena Vista y Las Calabazas. Aconchi cuenta con un manantial de aguas termales denominado Agua Caliente y otros como El Nopal, Vinatería, Higuera, Las Garzas, Buena Vista y Hérigo. Además cuenta con 21 pozos de uso agrícola y 5 pozos de abrevadero.

### Clima
El clima es seco-semicálido, con una temperatura media anual de 22.1 °C, una temperatura media anual máxima de 30.5 °C y una temperatura media anual mínima de 11.6 °C; las lluvias se presentan en verano en los meses de julio y agosto, teniendo una precipitación anual de 481.4 milímetros, su mes más lluvioso es el de julio, son una precipitación media mensual de 147 milímetros. Las granizadas son ocasionales; la época de heladas es de noviembre a enero.
| Parámetros climáticos promedio de Aconchi, Sonora (1951-2010)                    | Parámetros climáticos promedio de Aconchi, Sonora (1951-2010) | Parámetros climáticos promedio de Aconchi, Sonora (1951-2010) | Parámetros climáticos promedio de Aconchi, Sonora (1951-2010) | Parámetros climáticos promedio de Aconchi, Sonora (1951-2010) | Parámetros climáticos promedio de Aconchi, Sonora (1951-2010) | Parámetros climáticos promedio de Aconchi, Sonora (1951-2010) | Parámetros climáticos promedio de Aconchi, Sonora (1951-2010) | Parámetros climáticos promedio de Aconchi, Sonora (1951-2010) | Parámetros climáticos promedio de Aconchi, Sonora (1951-2010) | Parámetros climáticos promedio de Aconchi, Sonora (1951-2010) | Parámetros climáticos promedio de Aconchi, Sonora (1951-2010) | Parámetros climáticos promedio de Aconchi, Sonora (1951-2010) | Parámetros climáticos promedio de Aconchi, Sonora (1951-2010) |
| Mes                                                                              | Ene.                                                          | Feb.                                                          | Mar.                                                          | Abr.                                                          | May.                                                          | Jun.                                                          | Jul.                                                          | Ago.                                                          | Sep.                                                          | Oct.                                                          | Nov.                                                          | Dic.                                                          | Anual                                                         |
| -------------------------------------------------------------------------------- | ------------------------------------------------------------- | ------------------------------------------------------------- | ------------------------------------------------------------- | ------------------------------------------------------------- | ------------------------------------------------------------- | ------------------------------------------------------------- | ------------------------------------------------------------- | ------------------------------------------------------------- | ------------------------------------------------------------- | ------------------------------------------------------------- | ------------------------------------------------------------- | ------------------------------------------------------------- | ------------------------------------------------------------- |
| Temp. máx. abs. (°C)                                                             | 28.0                                                          | 35.0                                                          | 39.5                                                          | 39.0                                                          | 44.0                                                          | 47.0                                                          | 46.0                                                          | 43.0                                                          | 42.0                                                          | 38.0                                                          | 34.0                                                          | 31.0                                                          | 47.0                                                          |
| Temp. máx. media (°C)                                                            | 21.2                                                          | 22.5                                                          | 27.4                                                          | 31.0                                                          | 36.6                                                          | 40.2                                                          | 38.2                                                          | 36.5                                                          | 35.8                                                          | 30.9                                                          | 25.5                                                          | 20.6                                                          | 30.5                                                          |
| Temp. media (°C)                                                                 | 12.3                                                          | 13.2                                                          | 16.6                                                          | 19.9                                                          | 25.0                                                          | 29.9                                                          | 30.4                                                          | 28.9                                                          | 27.4                                                          | 21.7                                                          | 15.9                                                          | 11.6                                                          | 21.1                                                          |
| Temp. mín. media (°C)                                                            | 3.3                                                           | 4.0                                                           | 5.9                                                           | 8.9                                                           | 13.5                                                          | 19.7                                                          | 22.6                                                          | 21.3                                                          | 19.0                                                          | 12.4                                                          | 6.3                                                           | 2.6                                                           | 11.6                                                          |
| Temp. mín. abs. (°C)                                                             | -3.0                                                          | -2.0                                                          | 0.0                                                           | 1.0                                                           | 6.5                                                           | 12.0                                                          | 16.0                                                          | 14.0                                                          | 11.0                                                          | 0.0                                                           | -2.0                                                          | -4.0                                                          | -4.0                                                          |
| Precipitación total (mm)                                                         | 22.5                                                          | 25.4                                                          | 5.3                                                           | 1.9                                                           | 3.0                                                           | 22.1                                                          | 147.7                                                         | 131.4                                                         | 60.2                                                          | 31.0                                                          | 15.8                                                          | 15.1                                                          | 481.4                                                         |
| Fuente: Servicio Meteorológico Nacional. Actualizado el 21 de noviembre de 2016. |                                                               |                                                               |                                                               |                                                               |                                                               |                                                               |                                                               |                                                               |                                                               |                                                               |                                                               |                                                               |                                                               |

## Demografía
Según el Censo de Población y Vivienda realizado en 2020 realizado por el Instituto Nacional de Estadística y Geografía (INEGI), el pueblo tiene un total de 1,650 habitantes, de los cuales 865 son hombres y 785 mujeres, con una densidad poblacional de 1187.05 hab/km². En 2020 había 753 viviendas, pero de estas 528 viviendas estaban habitadas, de las cuales 128 estaban bajo el cargo de una mujer. Del total de los habitantes, solo 2 personas mayores de 3 años (0.12% del total municipal) habla alguna lengua indígena; mientras que 18 habitantes (1.09%) se consideran afromexicanos o afrodescendientes.
El 92.24% de sus pobladores pertenece a la religión católica, 3.03% es cristiano evangélico/protestante o de alguna variante, mientras que el 4.61% no profesa ninguna religión.

### Educación y salud
Según el Censo de Población y Vivienda de 2020; 3 niños de entre 6 y 11 años (0.18% del total), 5 adolescentes de entre 12 y 14 años (0.30%), 57 adolescentes de entre 15 y 17 años (3.45%) y 32 jóvenes de entre 18 y 24 años (1.94%) no asisten a ninguna institución educativa. 27 habitantes de 15 años o más (1.64%) son analfabetas, 24 habitantes de 15 años o más (1.45%) no tienen ningún grado de escolaridad, 149 personas de 15 años o más (9.03%) lograron estudiar la primaria pero no la culminaron, 43 personas de 15 años o más (2.61%) iniciaron la secundaria sin terminarla, teniendo el pueblo un grado de escolaridad de 8.91.
La cantidad de población que no está afiliada a un servicio de salud es de 129 personas, es decir, el 7.82% del total, de lo contrario el 92% si cuenta con un seguro médico tanto público como privado. En el territorio, 117 personas (7.09%) tienen alguna discapacidad o límite motriz para realizar sus actividades diarias, mientras que 25 habitantes (1.52%) poseen algún problema o condición mental.

### Instituciones educativas
En el pueblo existen cuatro instituciones educativas: el jardín de niños "Belém M. de Gándara", la escuela primaria "General Francisco Contreras", un Centro de Atención Múltiples (CAM) de educación especial, y la telesecundaria #92, todas de carácter público y administradas por el gobierno estatal.

### Población histórica
Evolución de la cantidad de habitantes desde el evento censal del año 1900:
| Año           | 1900  | 1910 | 1921 | 1930 | 1940 | 1950  | 1960  | 1970  | 1980  | 1990  | 1995  | 2000  | 2005  | 2010  | 2020  |
| Población     | 1,052 | 864  | 864  | 847  | 996  | 1,084 | 1,384 | 1,596 | 1,890 | 1,579 | 1,539 | 1,647 | 1,717 | 1,741 | 1,650 |
| Fuente: INEGI |       |      |      |      |      |       |       |       |       |       |       |       |       |       |       |

## Gobierno
Véase también: Gobierno del municipio de Aconchi.
Aconchi es una de las 8 localidades que forman el municipio de Aconchi, y por ser cabecera, es la sede del gobierno municipal, cuyo ayuntamiento está integrado por un presidente municipal, un síndico y cuatro regidores, electos cada 3 años. 

### Representación legislativa
Forma parte de los siguientes distritos electorales:
- Local
  - VI Distrito Electoral de Sonora del Congreso del Estado de Sonora, con sede en Cananea.
- Federal
  - IV Distrito Electoral Federal de Sonora de la Cámara de Diputados de México, con sede en Heroica Guaymas.

## Turismo

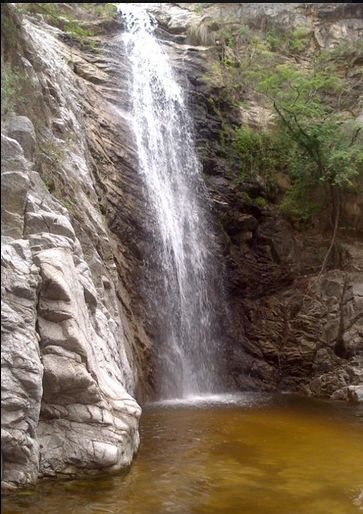
Cascada Del Agua Caliente en Aconchi, Sonora.

El municipio tiene un gran potencial turístico tanto por sus recursos naturales como por el templo de San Pedro y San Pablo de Aconchi donde hay un Cristo negro de inexplicable procedencia. Cuenta con el paseo campestre denominado "El Agua Caliente" cuyo atractivo principal es el manantial de aguas termales o aguas medicinales alcanzando una temperatura de 138,2 °F. Se encuentra sobre la carretera que va de Hermosillo a Arizpe.
También la Cascada de las Aguas Termales de Aconchi, ubicada en el poblado Los Alisos tiene una temperatura ambiental y muy agradable, cuenta con una vista excelente de la vegetación de la zona. 

## Industria
Aconchi cuenta con carpinterías pequeñas que fabrican muebles que son comercializados en todo el estado y parte de Estados Unidos y fuera del estado estas carpinterías son muy conocidos y la mayoría de los habitantes se dedica a la elaboración de muebles, para festejar a los carpinteros se tiene un día conocido como "el día del carpintero" en el cual se hace un baile y cada carpintería tiene a una representante para la coronación de la reina.

## Cultura y turismo
El monumento arquitectónico principal es el templo de San Pedro y San Pablo, de arquitectura franciscana, de finales del siglo XVIII con el escudo de la orden franciscana en el arco de la puerta principal. También hay un monumento histórico al general Francisco Contreras.
Aconchi es famoso además por su trabajos de madera, fabricándose muebles finos muy apreciados en la región. Para festejar a los carpinteros se tiene un día conocido como "el día del carpintero" en el cual se hace un baile y cada carpintería tiene a una representante para la coronación de la reina. Las carpinterías de Aconchi son muy solicitadas por compradores de Sonora y de otras partes de México por la belleza del tallado de la madera nativa del lugar.
El Agua Caliente de Aconchi es un manantial de aguas termales medicinales, las cuales ascienden a una temperatura de 59 °C; este nacimiento de agua se ubica a cuatro kilómetros por la carretera Hermosillo-Arizpe, por el vado de San Felipe de Jesús.

### Deporte
El deporte más jugado en la zona y en el pueblo es el beisbol. El pueblo cuenta con un equipo llamado los Cachorros. Participan junto con 8 equipos más en la Liga del Río Sonora.

### Monumentos arquitectónicos e históricos
- Templo de San Pedro y San Pablo, iglesia con arquitectura franciscana, de finales del siglo XVIII con el escudo de la orden en el arco de la puerta principal;[21]

### Fiestas y tradiciones
- 15 de enero, día del Señor de Esquipulas,[22]
- 19 de marzo, Baile del Carpintero
- Marzo-abril, Fiestas locales de Semana Santa
- 29 de abril, Baile del Sombrero;
- Mayo, Caravana del recuerdo;
- 29 de junio, día de San Pedro Santo Patrono de Aconchi
- 15 y 16 de septiembre, Fiestas del Grito de Independencia
- 20 de noviembre, Fiestas Regionales por la Revolución Mexicana[23]